# Свети Јернеј над Муто
Свети Јернеј над Муто (словен. Sveti Jernej nad Muto) је насељено место у општини Мута, Корушка регија, Словенија.

## Историја
До територијалне реорганизације у Словенији био је у саставу старе општине Радље об Драви. После Првог светског рата насеље је (заједно са насељем Млаке) подељено новоуспостављеном државном границом између Аустрије и Краљевине СХС. Део насеља који је остао у Аустрији под именом Санкт Sankt Barthlmä данас се налази у општини Ајбисвалд (словен. Ivnik), у оквиру округа Дојчландсберг, у савезној покрајини Штајерској.

## Становништво
У попису становништва из 2011. године, Свети Јернеј над Муто је имао 125 становника.
| Број становника према пописима | Број становника према пописима | Број становника према пописима |
| ------------------------------ | ------------------------------ | ------------------------------ |
| 1991                           | 2002                           | 2011                           |
| 147                            | 120                            | 125                            |

Напомена: Од 1955. до 1993. године исказивано под именом Браник над Муто.